# Gare de Čadca
La gare de Čadca est une gare ferroviaire slovaque de la ligne 127 de Žilina à Čadca (frontière), située au nord et à proximité du centre de la ville de Čadca dans la région de Žilina. 
Gare de la Železnice Slovenskej republiky (ŽSR), elle est desservie par des trains de voyageurs de la Železničná spoločnosť Slovensko (ŽSSK) et de la société privée RegioJet.

## Situation ferroviaire
Établie à 414 mètres d'altitude, la gare d'embranchement de Čadca est située au point kilométrique (PK) 278,66 de la ligne 127 de Žilina à Čadca (frontière), entre les gares de Čadca mesto et de Svrčinovec. Elle est également l'origine de la ligne 128 de Čadca à Makov et de la ligne 129 de Čadca à Skalité Serafínov - Zwardoň (PKP).
Elle dispose de cinq voies à quai pour la desserte voyageurs et treize voies de service, dont sept sont des voies de garage.

## Histoire
La gare de Čadca est mise en service le 8 janvier 1871 lors de l'ouverture à l'exploitation de la section de Český Těšín à Žilina de la ligne de Košice à Bohumín

## Service des voyageurs

### Accueil
Elle dispose d'un bâtiment voyageurs avec guichet et buffet.

### Desserte
Čadca est desservie par des trains internationaux permettant de rejoindre Zwardoń et Cracovie (en Pologne), Ostrava, Bohumín ou encore Prague en République tchèque.

### Intermodalité
Elle est située à 10 minutes à pied du centre-ville.
Des arrêts de bus sont établis à côté du parvis de la gare.